# Società Sportiva Maceratese 1949-1950
Questa pagina raccoglie le informazioni riguardanti la Società Sportiva Maceratese nelle competizioni ufficiali della stagione 1949-1950.

## Rosa
| N. |                      | Ruolo | Calciatore        |
| -- | -------------------- | ----- | ----------------- |
|    | Italia (bandiera)    | A     | Amedeo Banci      |
|    | Italia (bandiera)    | P     | B. Bruni          |
|    | Italia (bandiera)    | C     | L. Buttazzoni     |
|    | Italia (bandiera)    | C     | I. Casali         |
|    | Argentina (bandiera) | C     | José Compagnucci  |
|    | Italia (bandiera)    | D     | Silvio Di Gennaro |
|    | Polonia (bandiera)   | C     | G. Iola           |
|    | Italia (bandiera)    | A     | A. Michelini      |

| N. |                   | Ruolo | Calciatore             |
| -- | ----------------- | ----- | ---------------------- |
|    | Italia (bandiera) | C     | Aldo Morsan            |
|    | Italia (bandiera) | A     | R. Paci                |
|    | Italia (bandiera) | A     | Vittorio Pin           |
|    | Italia (bandiera) | A     | Bruno Ragazzini        |
|    | Italia (bandiera) | D     | P. Tirelli             |
|    | Italia (bandiera) | D     | Giovanni Tombesi (cap) |
|    | Italia (bandiera) | A     | D. Trillini            |
|    | Italia (bandiera) | C     | Aldo Vittori           |